# Polinikhütte
Die Polinikhütte ist eine Schutzhütte der Sektion Mölltal des Österreichischen Alpenvereins in der Kreuzeckgruppe.

## Lage
Die Hütte liegt nordöstlich am Hang des Mölltaler Polinik, auf einer Höhe von 1884 m ü. A.

## Zustieg
- von der Wunzenalm in 1,5 Stunden
- von Obervellach in 3 Stunden[1]

## Nachbarhütten
Zur Feldnerhütte (2182 m) führt der Weg über den Polink (2784 m) bei einer Gehzeit von 11 Stunden.

## Touren
- Mölltaler Polinik (2784 m) in 3 Stunden
- Ebeneck (2122 m) in 1,5 Stunden
- Rauchkopf (2176 m) in 2 Stunden
- Gamskar (2580 m) in 2,5 Stunden[2]

## Karten
- KOMPASS Nr. 49 Wanderkarte Nationalpark Hohe Tauern Süd, Mallnitz, Obervellach, Maltatal, Mölltal[3]